# Norka Latamblet
Norka Latamblet Daudinot (Guantánamo, 4 de octubre de 1963) es una exjugadora de voleibol cubana. Fue campeona Olímpica en Barcelona 1992. 